# Willy Gottfried
Willy Gottfried (* 11. Mai 1896 in Hannover; † 10. Dezember 1968 in Hohen Neuendorf) war ein deutscher Radrennfahrer.
Mit zehn Jahren lernte Willy Gottfried das Fahrradfahren, mit 14 Jahren begann er eine Lehre als Fahrradmechaniker. Ein Jahr später fuhr er seine ersten Jugendrennen, wurde aber bald darauf als Soldat in den Ersten Weltkrieg eingezogen, in dessen Verlauf er dreimal verwundet wurde. Erst 1920 konnte er wieder Radrennen fahren und wurde Profi. 1923 siegte er im Großen Preis von Thüringen. 1923 wurde er auch deutscher Vizemeister im Sprint und 1925 errang er den Titel. Er startete auch bei Sechstagerennen. Ca. 1930 trat er vom aktiven Radsport zurück.